# Goudgele honingklaver
De goudgele honingklaver (Melilotus altissimus) is een twee- tot driejarige plant die behoort tot de vlinderbloemenfamilie (Leguminosae of Fabaceae). De soort staat op de Nederlandse Rode lijst van planten als  algemeen voorkomend en stabiel of iets toegenomen. De plant komt van nature voor in de gematigde streken van Europa en Azië en is van daaruit verspreid naar onder andere Noord-Amerika.
De plant wordt 60-150 cm hoog, heeft een rechtopstaande, kale, vertakte stengel, een penwortel en drietallige bladeren. De blaadjes zijn langwerpig en hebben scherpe tanden. De smalle steunblaadjes zijn niet getand.
De goudgele honingklaver bloeit van juni tot in oktober met goudgele, 4-7 mm lange bloemen. De 2-6 cm lange bloemtros bestaat uit 25 tot 60 bloemen. De zwaarden van de bloem en de vlag zijn evenlang als de kiel. De vlag heeft aan het begin van de bloei een paar bruine lijntjes. Het zittende vruchtbeginsel is behaard.
De 5-6 mm lange, eivormige en spitse, netnervige, aangedrukt behaarde vrucht is een peul met meestal twee zaden. In het rijpe stadium is de peul zwart.

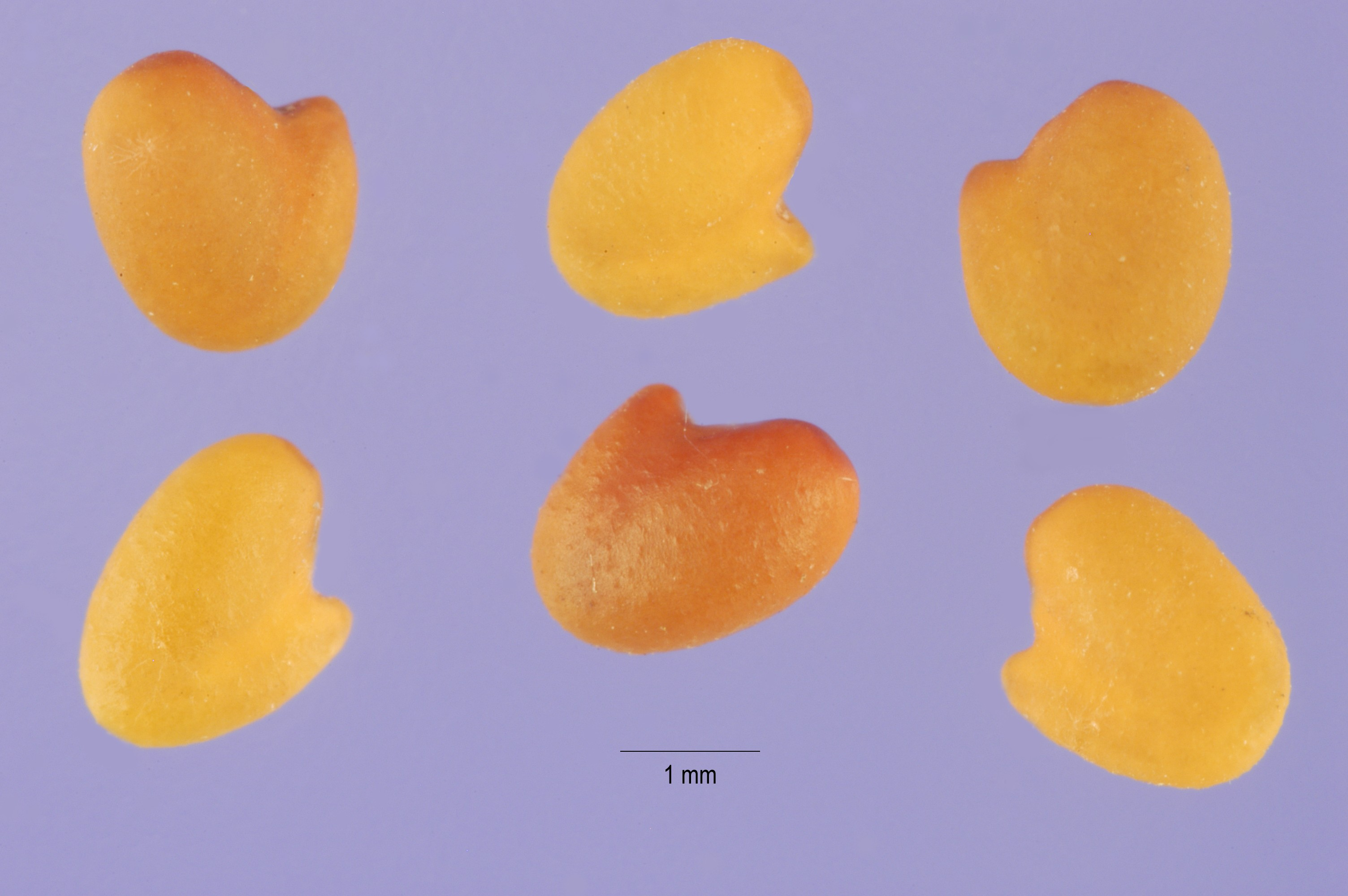
Zaden

De plant komt voor op natte tot vochtige, zeer voedselrijke grond.

## Namen in andere talen
- Duits: Hoher Steinklee
- Engels: Tall melilot, Tall yellow sweet-clover, Grand melilot
- Frans: Grand Mélilot